# Northern Light (missão espacial)

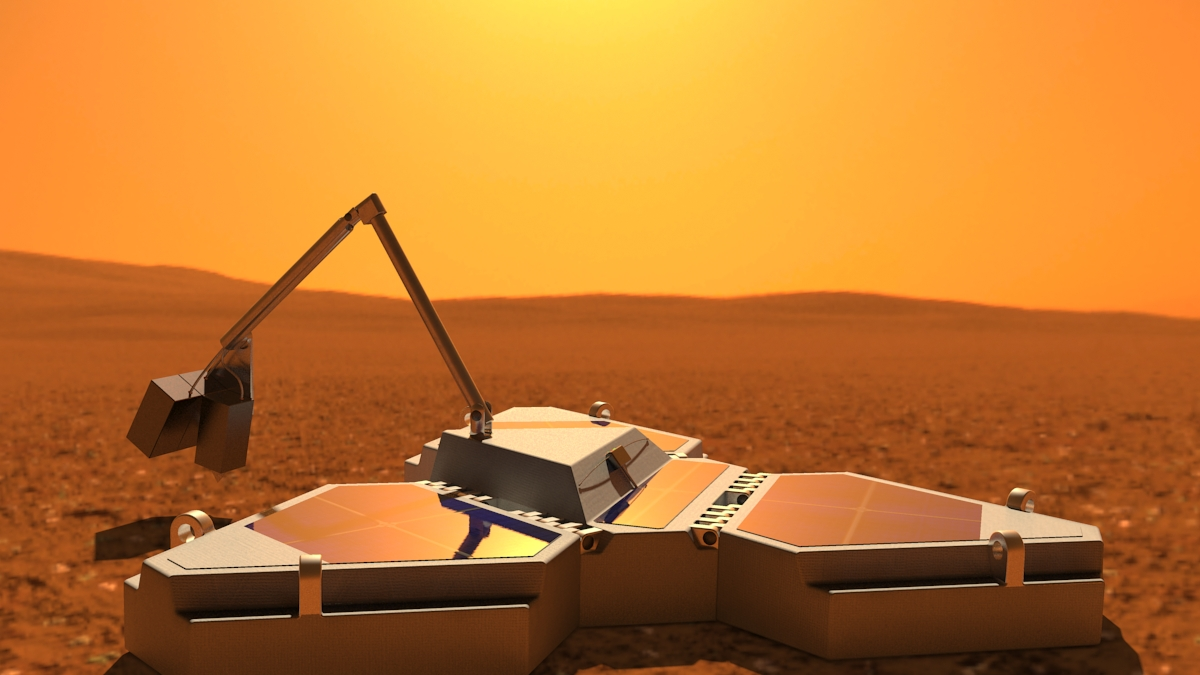
Concepção artística da Northern Light.

Northern Light foi uma proposta de missão não-tripulada para Marte que seria constituída por uma sonda e um veículo, foi planejada por um consórcio de universidades, empresas e organizações canadenses. Infelizmente o número de metas de investimento privado não foram alcançados. O contratante principal para a nave espacial era Thoth Technology Inc., com sede em Kettleby, Ontário.